# Marburg Range
Die Marburg Range ist ein Höhenzug im Südosten Queenslands nahe der Siedlung Marburg, der sie wahrscheinlich ihren Namen verdankt. Er wurde im Jahr 1824 von dem Botaniker Allan Cunningham beschrieben, der ihn als „Western Pine Ridge“ bezeichnete.